# Alex Lewin
Alex Lewin (* 5. Oktober 1888 in Adelsheim/Baden; † 1942 im Vernichtungslager Auschwitz) war der letzte Landesrabbiner des oldenburgischen Landesteil Birkenfeld.

## Leben
Nach dem Abitur 1908 an dem Gymnasium in Tauberbischofsheim studierte Lewin in Berlin semitische Philologie und Philosophie und an der Hochschule für die Wissenschaft des Judentums jüdische Religion. Sein Promotionsvorhaben an der Universität Heidelberg unterbrach er 1913, um eine Rabbinatsverweserstelle in Offenburg anzutreten.
Am 10. Oktober 1914 wurde er als Infanterist eingezogen, jedoch am 2. Februar 1915 bei Audry in Frankreich schwer verwundet. Nach zahlreichen Operationen wurde er vom Militärdienst entlassen und legte das Rabbinatsexamen ab. Nach dem Krieg setzte er sein Promotionsstudium in Heidelberg fort und promovierte dort am 4. Juni 1920.
Im September 1920 bewarb er sich um die Stelle des Landesrabbiners für den Landesteil Birkenfeld und wurde nach einer Probepredigt am Sitz des Landesrabbiner in Hoppstädten mit einem einstimmigen Urteil des jüdischen Landgemeinderates auf diese Stelle gewählt. Am 1. November 1920 erfolgte die Ernennung durch die Landesregierung und am 15. Dezember die eidliche Verpflichtung mit der Eidesformel: „Ich schwöre Treue der Reichs- und Landesverfassung, Gehorsam den Gesetzen und gewissenhafte Erfüllung meiner Amtspflichten. So wahr mir Gott helfe.“
Lewin beschäftigte sich mit Arbeiten über die Juden im Landesteil Birkenfeld, fertigte archäologische Arbeiten und betrieb Ahnenforschung zu der jüdischen Familie Stern aus Hoppstädten.
Während der Inflation 1923 konnten die wenigen jüdischen Gemeinden die Abgaben zur Kultussteuer, mit der auch die Besoldung des Landesrabbiners bestritten wurde, nicht mehr aufbringen. Die Bemühungen, die Landesrabbinerstelle vorübergehend vakant zu lassen, bis die wirtschaftlichen Verhältnisse wieder besser wären, wurden durch die über Ernennung und Entlassung des Landesrabbiners entscheidende Landesregierung nicht unterstützt, so dass Lewin überwiegend auf Kosten des Landes im Amt bleiben konnte.
Mit dem Wahlsieg und der anschließenden Regierungsübernahme der Nationalsozialisten im oldenburgischen Landesteil Birkenfeld wurde ab dem 1. April 1933 das vertraglich zugesicherte Staatsgehalt nicht mehr ausgezahlt. Der Zugang zu den Staatsarchiven wurde ihm ab 1935 verboten, und mit der Plünderung seiner Wohnung am 9. November 1938 verschwanden seine zahlreichen Manuskripte und Unterlagen zu verschiedenen begonnenen Forschungsarbeiten.
Unmittelbar nach dem 9. November 1938 wurde Lewin in das Konzentrationslager Dachau eingewiesen, aber bereits am 9. Dezember wieder entlassen. Es wurde versucht, ihm den Doktortitel zu entziehen. Am 27. Januar 1939 musste er gemäß der Namensänderungsverordnung den zusätzlichen Namen „Israel“ annehmen. Die deutsche Staatsangehörigkeit wurde ihm am 6. September 1939 entzogen. Als Grund für diese Maßnahme wurde angegeben, dass er im September 1939 als Funktionär für die SPD tätig gewesen sei und in Versammlungen für diese Partei aufgetreten wäre.
Lewin ging dann nach Frankreich und wurde dort interniert. Nachdem ihn dort die Gestapo aufgespürt hatte, wurde er 1942 in das Todeslager Auschwitz deportiert, wo er wahrscheinlich noch im gleichen Jahr umkam. Alexander Lewin ist durch rechtskräftige Entscheidung des Amtsgerichts Birkenfeld/Nahe vom 27. September 1960 − II 8/60 − für tot erklärt worden. Als Zeitpunkt des Todes wurde der 31. Dezember 1945 festgelegt.